# Antarchaea atromacula
Antarchaea atromacula är en fjärilsart som beskrevs av Swinhoe 1884. Antarchaea atromacula ingår i släktet Antarchaea och familjen nattflyn. Inga underarter finns listade i Catalogue of Life.